# Oscar Pianetti
Oscar Antonio Pianetti Obelar (General Racedo, Provincia de Entre Ríos, Argentina, 1 de octubre de 1942), más conocido por su apodo «Pocho», es un exfutbolista argentino que se desempeñaba en la posición de delantero por la derecha.
Se caracterizaba por ser un jugador ágil, veloz y difícil de detener para los defensores rivales. Además de una gran pegada, contaba también con una excelsa habilidad a la hora de realizar "diagonales".
Surgido de las divisiones inferiores de Boca Juniors, vivió los momentos más gloriosos de su carrera en el club «xeneize», club en el cual logró conquistar 4 títulos nacionales. los campeonatos de primera división de 1964 y 1965 y el torneo nacional de 1970, además de eso ganó una Copa Argentina en su primera edición de 1969.
Tuvo destacadas actuaciones en el equipo «xeneize», anotando goles decisivos contra River Plate en el denominado Superclásico del fútbol argentino. Tal es el caso que fue artífice de dos triunfos del club de la ribera en Estadio Monumental en el año 1965.
Continuó el resto de su carrera entre clubes de Chile, Colombia, Ecuador y Perú. 

## Trayectoria
Se hizo conocido por los hinchas de Boca Juniors, club que lo formó y con el cual ganó 4 títulos: Campeonatos 1964, 1965, Copa Argentina 1969 y Nacional 1970.
Era un jugador muy veloz y de fuerte remate. Precisamente, su principal característica era su disparo al arco casi, siempre a media altura, recto y de gran potencia. 
En el año 1965, jugaban un partido definitorio Boca y River en La Bombonera. Perdía Boca 1 a 0 con gol de Luis Artime. Fue Antonio Oscar Pianetti, "el Pocho", para todos, quien desde unos cuarenta metros, sacó un violentísimo remate a la derecha de Amadeo Carrizo, quien se zambulló sin llegar a tocar la pelota. Este fue, sin lugar a dudas,  el gol más importante en la carrera del "Pocho" Pianetti en Boca, puesto que facilitó el camino para que minutos más tarde, Norberto Menéndez venciera a Carrizo con remate corto y fuerte a media altura, colocando a Boca arriba del tanteador, y facilitando con este resultado la obtención del título de bicampeón.

## Clubes
| Club             | País        | Año       |
| ---------------- | ----------- | --------- |
| Boca Juniors     | Argentina   | 1964-1971 |
| Unión Tumán      | Perú        | 1972-1974 |
| Emelec           | Ecuador     | 1975      |
| Colo-Colo        | Chile       | 1975      |
| Deportes Quindío | Colombia    | 1976-1979 |
| Once Lobos       | El Salvador | 1980      |

## Palmarés

### Campeonatos nacionales
| Título           | Club         | País      | Año    |
| ---------------- | ------------ | --------- | ------ |
| Primera División | Boca Juniors | Argentina | 1964   |
| Primera División | Boca Juniors | Argentina | 1965   |
| Primera División | Boca Juniors | Argentina | N-1969 |
| Copa Argentina   | Boca Juniors | Argentina | 1969   |
| Primera División | Boca Juniors | Argentina | N-1970 |